# Port lotniczy Mopah
Port lotniczy Mopah (IATA: MKQ, ICAO: WAKK) – port lotniczy położony w Merauke, w prowincji Papua, w Indonezji.